# Ghiacciaio Widdowson
Il ghiacciaio Widdowson (in inglese Widdowson Glacier) (66°43′S 65°46′W) è un ghiacciaio sulla costa di Loubet, nella parte occidentale della Terra di Graham, in Antartide. Il ghiacciaio, il cui punto più alto si trova 1.221 m s.l.m., si trova in particolare tra i ghiacciai Drummond e McCance e da qui fluisce fino a entrare nella baia di Darbel, poco a sud di punta Sokol.

## Storia
Il ghiacciaio Widdowson è stato mappato dal British Antarctic Survey, che all'epoca si chiamava ancora Falkland Islands and Dependencies Survey, grazie a fotografie aeree scattate dalla Hunting Aerosurveys Ltd nel 1955-57. Il ghiacciaio è stato poi così battezzato nel 1954 dal Comitato britannico per i toponimi antartici in onore di Elsie M. Widdowson del dipartimento di medicina sperimentale dell'Università di Cambridge, co-autrice dell'opera "La composizione chimica dei cibi" (in inglese:"The Chemical Composito of Foods"), un testo fondamentale contenente tutti i dati necessari per preparae le razioni da destinare alle spedizioni polari.